# Tshopo tartomány
A Tshopo tartomány a Kongói Demokratikus Köztársaság 2005-ös alkotmánya által létrehozott közigazgatási egység. Az alkotmány 2009. február 18-án, 36 hónappal az alkotmányt elfogadó népszavazás után lép hatályba. 

## Földrajza
A tartomány az ország északkeleti részében fekszik, része a jelenlegi Orientale tartománynak. Fővárosa Kisangani, mely a tartomány legnagyobb városa. A tartomány nemzeti nyelve a szuahéli. A tartomány a Tshopo-folyó mentén terül el, nevét a folyóról kapta.

## Története
- 1963. A korábbi Kongói Köztársaság egy részének újraszervezésével megalakul Felső-Kongó
- 1966. Felső-Kongó, Kibali-Ituri és Uele tartományok újraegyesítésével megalakul az Orientale tartomány, Tshopo körzet és Kisangani városa külön státuszt kap.

## Irányítás

### Felső-Kongó vezetői
- 1963. június – 1963. június 26. Georges Grenfell (b. 1908)
- 1963. június 26. – 1964. Paul Isombuma
- 1964. – 1964. augusztus François Aradjabu
- 1964. augusztus – 1966. november 5. Jean Marie Alamazani

### Tshopo körzet vezetője
- 2005. szeptember 14. - Maurice Tony Ngoy

### Körzetek
A Tshopo tartomány a következő körzetekre oszlik:
- Bafwasende
- Banalia
- Basoko
- Isangi
- Opala
- Ubundu
- Yahuma

## Lásd még
Orientale tartomány

## Külső hivatkozások
- Tshopo tartomány körzeti felosztása